# Alf W. Johansson
Stig Alf Wladimir Johansson (* 25. August 1940 in Malmö) ist ein schwedischer Historiker.

## Leben und Werk
Johansson ist emeritierter Professor für Geschichte an der Hochschule Södertörn. Er war zudem tätig für die Universität Stockholm und die schwedische Militärakademie.
Als Hauptwerk gilt sein Buch der europäische Krieg (Europas krig: militärt tänkande, strategi och politik från Napoleontiden till andra världskrigets slut). Obwohl das Buch weder ins Deutsche noch ins Englische übersetzt wurde, gilt es als Klassiker auf dem Gebiet des militärischen Denkens. In dem Buch wird u. a. die Ungleichheit zwischen offensivem und defensivem Denken in der Kriegsführung thematisiert. Peter Englund lobte das Buch und führte dazu aus, dass dieses Buch von großem Wert ist, wenn man Einblicke in die Geschichte des militärischen Denkens gewinnen möchte.

## Auszeichnung
- 2023 - Hans Majestät Konungens medalj i guld av 8:e storleken i Serafimerordens band (Königlich schwedische Auszeichnung in Gold).[1]

## Veröffentlichungen
- Johansson, Alf W. (1973). Finlands sak: svensk politik och opinion under vinterkriget 1939–1940. Sverige under andra världskriget. Stockholm. ISBN 91-38-01547-1
- Johansson, Alf W. (1983). Den nazistiska utmaningen: aspekter på andra världskriget. Stockholm: Tiden. ISBN 91-550-2421-1
- Johansson, Alf W. (1989). Europas krig: militärt tänkande, strategi och politik från Napoleontiden till andra världskrigets slut. Stockholm, ISBN 91-550-3443-8
- Johansson, Alf W. (1985). Per Albin och kriget: samlingsregeringen och utrikespolitiken under andra världskriget. Stockholm ISBN 91-550-3015-7